# Col de Sié
Le col de Sié est un col routier à 999 m d'altitude dans le département du Tarn, en France

## Géographie
Environné par la forêt, le col se trouve dans le parc naturel régional du Haut-Languedoc, sur la commune de Lacaune au nord du bourg. Il est traversé par la D 607 qui est l'ancienne route nationale 607.

## Cyclisme

### Tour de France
Classé ou non au Grand prix de la montagne du Tour de France en 2e catégorie, le col est gravi par le Tour de France 1954 pour la première fois lors de la 14e étape entre Toulouse et Millau.
| Année | Étape | Catégorie | 1er au sommet       |
| ----- | ----- | --------- | ------------------- |
| 2018  | 15e   | 2         | Lilian Calmejane    |
| 1995  | 13e   | 2         | Bruno Cenghialta    |
| 1990  | 15e   | 2         | Thierry Claveyrolat |
| 1960  | 13e   | hors GPM  |                     |
| 1954  | 14e   | hors GPM  |                     |

### Cyclotourisme
Plusieurs circuits de randonnée passant par le col sont possibles.